# Глаголев, Александр Николаевич (математик)
Александр Николаевич Глаголев (1851—1906) — математик, педагог, составитель учебников по математике, действительный статский советник.

## Биография
Уроженец Пскова, после окончания гимназии поступил на физико-математический факультет Московского университета. Преподавал в 6-й гимназии, в учительском институте и других учебных заведениях Москвы.
В 1898 году Московское общество распространения коммерческого образования открыло в различных районах Москвы вечерние торговые классы для лиц, состоящих на службе в торгово-промышленных учреждениях; руководил ими до конца своих дней А. Н. Глаголев. Он был первым директором двух коммерческих училищ в Москве — мужского и женского, которые после объединения дали начало Московскому коммерческому институту. Преподавать лепку и рисование в училища Глаголев пригласил А. С. Голубкину
А. Н. Глаголев был автором ряда учебников и задачников для средней школы по арифметике, алгебре и геометрии. Особенно популярными были его учебник «Элементарная геометрия», выдержавший пять изданий, и «Сборник геометрических задач на построение» (три издания); а также: Учебник математики. — М., 1890—1900; Элементарная алгебра: курс сред. учеб. заведений. — М., 1907 (Тип. Т-ва И. Д. Сытина). — 520 с.
Был женат на дочери профессора словесности духовной академии и главного редактора газеты «Калужские Губернские Ведомости», Евгении Михайловне Скворцовой (1859—1934), которая окончила в 1877 году с золотой медалью Калужскую женскую гимназию. У них было 12 детей; двое сыновей, как и отец, стали математиками: Нил Александрович Глаголев (1888—1945) и Александр Александрович Глаголев.